# Divišov
Divišov (niem. Diwischau lub Beneschau) – gmina w Czechach, w powiecie Benešov, w kraju środkowoczeskim. Według danych Czeskiego Urzędu Statystycznego z dnia 1 stycznia 2023 liczyła 1 808 mieszkańców.
W pobliżu znajduje się zamek Český Šternberk.
Znany ośrodek żużlowy, ze stadionem istniejącym od 1955.